# Северо-Западная группа войск
Краснознамённая Северо-Западная группа войск (СЗГВ) — оперативная группа советских и российских войск на правах военного округа, располагавшаяся в Литве, Латвии и Эстонии в период с 1991 по 1994 годы.

## История
15 ноября 1991 года Краснознамённый Прибалтийский военный округ Указом Президента СССР был преобразован в Краснознамённую Северо-Западную группу войск. Преобразование связано с признанием властями СССР независимости Литвы, Латвии и Эстонии.
Указом президента Российской Федерации от 27 января 1992 года группа переведена под юрисдикцию РФ с подчинением её Главнокомандующему Войсками ОВС СНГ.
Группа войск была упразднена 1 сентября 1994 года после полного вывода российских войск из трёх прибалтийских государств.
Вывод войск с территории завершён:
- Эстонии — к 31 августа 1994 года;
- Латвии — к 31 августа 1994 года;
- Литвы — в конце августа 1993 года.

Литва — единственная из прибалтийских республик — предоставила гражданство всем своим жителям, включая бывших советских военнослужащих, и обеспечила для выводимых российских военных строительство жилья в Калининградской области.
Помимо частей группы из Прибалтики также выводились морские, береговые и авиационные части Краснознамённого Балтийского флота ВМФ РФ, а также части других видов и родов войск (Скрунда-1).

## Командующие
Командующие Северо-Западной группой войск:
- 1991—1992 — генерал-полковник В. И. Миронов;
- 1992—1994 — генерал-полковник Л. С. Майоров[4].

## Состав войск
Группа включала следующие соединения и части расформированного Прибалтийского военного округа:
- 7-я гвардейская воздушно-десантная дивизия — передислоцирована из Каунаса сначала в Майкоп, затем в Новороссийск на территорию Северо-Кавказского военного округа;
- 107-я мотострелковая дивизия — в течение 1993 года передислоцирована в район г. Солнечногорск Московской области и переформирована в 18-ю отдельную мотострелковую бригаду;
- 144-я гвардейская мотострелковая дивизия — дивизия выведена под Ельню, где переформирована в 4944-ю БХВТ;
- 54-й окружной учебный центр — выведен во Владимирский Лагерь Псковской области, где переформирован в 25-ю гвардейскую отдельную мотострелковую Севастопольскую бригаду имени Латышских стрелков, затем «свёрнутую» в 42-ю БХВТ;
- 242-й учебный центр ВДВ — выведен в г. Омск;
- 6-я бригада химической защиты (Пярну) — передислоцирована в населённый пункт Струги Красные;
- 139-я отдельная радиотехническая бригада ОСНАЗ (Букулты) — выведена в Оренбург;
- 86-й отдельный радиотехнический полк ОСНАЗ — выведен в Калининград;
- 918-й реактивный артиллерийский полк (Тельшай, Литва) — передислоцирован в п. Мулино Нижнегородской области;
- 367-й отдельный вертолётный полк (Каунас, Литва) — передислоцирован в Пензенскую область;
- 206-й отдельный полк связи (Рига) — выведен в г. Зерноград;
- 901-й отдельный десантно-штурмовой батальон (Алуксне, Латвия) — в мае 1991 года передислоцирован в Сухуми;
- 1185-й отдельный десантно-штурмовой батальон (Выру, Эстония) — расформирован в октябре 1991 года;
- 330-й отдельный отряд специального назначения (п. Вильянди, Эстония) — расформирован в 1992 году;
- другие части и соединения.

(подробнее о составе указанных частей и соединений см. Прибалтийский военный округ)
Кроме того, на территории Прибалтики дислоцировались авиационные части и части ПВО 6-й отдельной Краснознамённой армии ПВО:
- 27-й корпус ПВО (Рижский район)[6] — расформирован в 1994 году, в составе которого имелись:
  - 77-я зенитно-ракетная бригада (Вентспилс, Латвия) — расформирована в декабре 1992 года,
  - 158-я гвардейская Ленинградская Краснознамённая орденов Суворова и Кутузова зенитно-ракетная бригада (Лиепая, Латвия),
  - 205-я зенитно-ракетная бригада (Рига, Латвия) — расформирована в 1993 году,
  - 466-я зенитно-ракетная бригада (Вильнюс, Литва) — выведена в Смоленскую область,
  - 427-й зенитно-ракетный полк (Каунас, Литва) — расформирован в 1993 году,
  - 80-я радиотехническая бригада (Тукумс, Латвия) — выведена в Псковскую область, расформирована,
  - 54-й гвардейский истребительный Керченский Краснознамённый авиаполк (из состава 14-й дивизии ПВО) (Вайнёде, Латвия) — в ноябре 1992 года полк перебазирован на аэродром Саваслейка Нижегородской области;
- 14-я дивизия ПВО (Таллин, Эстония)[7] — всего 122 истребителя ПВО[8][9]:
  - управление дивизии (г. Таллин) — выведено в п. Нестерово Рузского района Московской области;
  - 94-я зенитно-ракетная бригада (п. Кейла-Йоа) (бригада была одной из первых, получивших на вооружение ЗРК С-300ПС) — выведена в г. Опочка Псковской области и сокращена до полка, в последующем через 2 года сокращена.
  - 210-я зенитно-ракетная Краснознамённая бригада (г. Кингисепп, о. Сааремаа) — расформирована в августе 1993 года;
  - 898-й Красносельский дважды Краснознамённый зенитно-ракетный полк (г. Валга, Эстония) — расформирован в 1992 году;
  - 207-я зенитно-ракетная бригада (г. Раквере) — расформирована в 1993 году;
  - 4-я радиотехническая бригада (Маарду, Эстония) — расформирован в 1993 году;
  - 384-й истребительный авиационный полк (Таллин, Эстония);
  - 425-й истребительный авиационный полк ПВО (Хаапсалу, Эстония) — расформирован в декабре 1992 года;
  - 656-й истребительный авиационный полк ПВО (Тапа, Эстония) — расформирован в 1993 году;
  - 655-й истребительный авиационный полк ПВО (Пярну, Эстония) — расформирован в 1993 году.

- авиационные части 15-й воздушной армии:
  - штаб 15-й воздушной армии (Рига);
  - штаб 39-й авиадивизии истребителей-бомбардировщиков (Лиелварде):
    - 53-й гвардейский Сталинградский орденов Ленина и А.Невского авиаполк истребителей-бомбардировщиков (Шауляй, Литва) — расформирован в 1993 г., авиатехника направлена на базу хранения в Тамбов;
    - 372-й авиаполк истребителей-бомбардировщиков (Даугавпилс, Латвия) — расформирован в 1993 г.;
    - 899-й Оршанский Краснознамённый ордена Суворова авиаполк истребителей-бомбардировщиков (Лиелварде, Латвия) — выведен на аэродром Бутурлиновка, Воронежской области;
    - 886-й отдельный разведывательный Сталинградский Краснознамённый авиаполк (Екабпилс, Латвия) — расформирована в 1993 г., авиатехника передана в другие части;
    - 249-я отдельная смешанная авиаэскадрилья (Рига, Латвия) — расформирована в 1993 году;

- 668-й бомбардировочный авиаполк (из состава 132-й бомбардировочной авиадивизии 4-й воздушной армии ВГК) (Тукумс, Латвия) — расформирован в 1993 году;
  - отдельный батальон аэродромно-технического обеспечения;
  - отдельный батальон связи и радиотехнического обеспечения

- 18-я гвардейская Таганрогская Краснознамённая орденов Суворова и Кутузова военно-транспортная авиационная дивизия (Паневежис, Литва):
  - 128-й гвардейский Ленинградский Краснознаменный военно-транспортный авиационный полк (г. Паневежис, Литва): — в 1992 году полк был передислоцирован в г. Оренбург;
  - 196-й гвардейский Минский военно-транспортный авиационный полк (Тарту, Эстония): — передислоцирован в г. Тверь;
  - 600-й военно-транспортный авиационный полк (Кедайняй, Литва): Ил-76 — в 1992 году полк был передислоцирован в г. Шадринск Курганской области.

- 132-й тяжелый бомбардировочный авиационный Берлинский орденов Кутузова и Александра Невского полк 326-й Тарнопольской ордена Кутузова тяжелой бомбардировочной авиационной дивизии 46-й воздушной армии (Тарту, Эстония) — в 1992 году передислоцирован на авиабазу Завитинск, Амурской области;

На территории Прибалтики также находилась подчинявшаяся командованию Балтфлота 3-я гвардейская Волновахская Краснознаменная ордена Суворова дивизия береговой обороны (Клайпеда) — выведена в Калининградскую область и расформирована 1 сентября 1993 года, имевшая в составе:
- управление
- 9-й гвардейский мотострелковый полк (Клайпеда);
- 273-й гвардейский мотострелковый полк (Тельшай);
- 287-й гвардейский мотострелковый полк (Тельшай);
- 277-й гвардейский танковый полк (Клайпеда);
- 22-й гвардейский артиллерийский полк (Клайпеда);
- 1064-й зенитный ракетный полк (Клайпеда);
- 126-й отдельный танковый батальон (Клайпеда);
- 1271-й отдельный противотанковый артиллерийский дивизион (Клайпеда);
- 86-й отдельный гвардейский разведывательный батальон (Клайпеда);
- 494-й отдельный гвардейский батальон связи (Клайпеда).

## Численность войск
- 1991 год: 150 000[10];
- 1992 год: на территории Литвы — 43 000, Латвии — 40 000, Эстонии — 23 000[11];
- 1993 год: всего 103 000 солдат и офицеров[12];
- конец 1993 года: 20 000[10]

## Вооружение группы
На момент начала вывода войск группа имела: 682 танка, 2504 боевые бронированные машины, 1265 орудий и миномётов, 588 самолётов, 141 вертолёт.